# Bereketa
Bereketa is een plaats en commune in het zuiden van Madagaskar, behorend tot het district Sakaraha, dat gelegen is in de regio Atsimo-Andrefana. Tijdens een volkstelling in 2001 telde de plaats 5.599 inwoners.
De plaats biedt naast lager onderwijs ook middelbaar onderwijs aan. 60% van de bevolking werkt als landbouwer, 30% houdt zich bezig met veeteelt en 5% verdient zijn brood als visser. Het belangrijkste landbouwproduct is maniok; andere belangrijke producten zijn mais en rijst. Verder is 5% actief in de dienstensector.